# Biała Góra
Biała Góra es un pueblo de Polonia, en Mazovia.  Se encuentra en el distrito (Gmina) de Stromiec, perteneciente al condado (Powiat) de Białobrzegi. Se encuentra aproximadamente a 9 km al norte de Stromiec, a 14 km al noreste de Białobrzegi, y a 56 km  al sur de Varsovia. Su población es de 50 habitantes.
Entre 1975 y 1998 perteneció al voivodato de Radom.